# La Story (émission de télévision)
 (novembre 2017).
Si vous disposez d'ouvrages ou d'articles de référence ou si vous connaissez des sites web de qualité traitant du thème abordé ici, merci de compléter l'article en donnant les références utiles à sa vérifiabilité et en les liant à la section « Notes et références ».
Pour les articles homonymes, voir Story.
La Story est une émission de variétés diffusée depuis le 26 août 2016 sur CStar.
La Story présente un portrait sur la carrière d'un ou d'une artiste musicale ou un thème comme les frenchies, des enfants stars ou encore les 30 Ans du rap français.

## Histoire
C'est le 26 août 2016 que naît l'émission. Le premier numéro est consacré à Céline Dion et est le seul qui est diffusé sur D17 qui est rebaptisé CStar le 5 septembre 2016. La chaîne, nouvellement rebaptisé diffuse un numéro consacré à la musique française.

## Diffusion
Certaines émissions sont présentées par Jessie Claire (2016-2017), par T-Miss (2017-2018)
ou par Audrey Merveille (2018)
L'émission est généralement diffusée en prime-time en inédit.
Les rediffusions des documentaires peuvent être diffusés en prime-time, l'après-midi, lors des jours fériés. Les numéros peuvent être également rediffusés sur C8, mais également sur CStar Hits France pour les numéros consacrés aux artistes français.
| N° | Titre                                                    | Sujet                          | Diffusion                          | Audiences | PDM   | Réf.   |
| -- | -------------------------------------------------------- | ------------------------------ | ---------------------------------- | --------- | ----- | ------ |
| 1  | Plus qu’un destin : la Story de Céline Dion              | Céline Dion                    | 26 août 2016                       | 350 000   | 1,8 % | [ 3 ]  |
| 2  | Sacrés français ! La story des frenchies...              | Musique française              | 5 septembre 2016                   | 88 000    | 0,4 % | [ 4 ]  |
| 3  | Morgane de lui : La Story de Renaud                      | Renaud                         | 30 septembre 2016                  | 218 000   | 0,9 % | [ 5 ]  |
| 4  | Itinéraire d'un showman : La Story de Matt Pokora        | M. Pokora                      | 21 octobre 2016                    | 246 000   | 1,0 % | [ 6 ]  |
| 5  | Un autre monde : La Story de Téléphone                   | Téléphone                      | 28 octobre 2016                    | 208 000   | 0,9 % | [ 7 ]  |
| 6  | A la recherche du bonheur : La Story de Christophe Maé   | Christophe Maé                 | 18 novembre 2016                   | 149 000   | 0,6 % | [ 8 ]  |
| 7  | La Story des enfants stars                               | Enfant star                    | 25 novembre 2016                   | 176 000   | 0,7 % | [ 9 ]  |
| 8  | Ses raisons d'être : La Story de Pascal Obispo           | Pascal Obispo                  | 2 décembre 2016                    | 139 000   | 0,6 % | [ 10 ] |
| 9  | Des ombres et des lumières : La Story des Fréro Delavega | Fréro Delavega                 | 7 décembre 2016                    | 177 000   | 0,7 % | [ 11 ] |
| 10 | La magie musicale : La Story Disney                      | Disney                         | 14 décembre 2016                   | 232 000   | 1,0 % | [ 12 ] |
| 11 | Freedom : La Story de George Michael                     | George Michael                 | 30 décembre 2016                   | 291 000   | 1,2 % | [ 13 ] |
| 12 | Glamour et pouvoir : La Story des divas                  |                                | 24 janvier 2017                    | 98 000    | 0,4 % | [ 14 ] |
| 13 | Ensemble avec Kendji : La Story de sa tournée            | Kendji Girac                   | 4 avril 2017                       | 177 000   | 0,7 % | [ 15 ] |
| 14 | De l'idole à la légende : la story de Johnny Hallyday    | Johnny Hallyday                | 20 juin 2017                       | 258 000   | 1,2 % | [ 16 ] |
| 15 | La Story du rap français                                 | Rap français                   | 21 juin 2017                       | 131 000   | 0,7 % | [ 17 ] |
| 16 | Depeche Mode : La Story de la new wave                   | Depeche Mode                   | 27 juin 2017                       | 339 000   | 1,5 % | [ 18 ] |
| 17 | La Story du clip                                         | Vidéo clip                     | 1er juillet 2017                   | 130 000   | 0,7 % | [ 19 ] |
| 18 | Génération Talent Show : La Story des talents révélés    |                                | 2 septembre 2017                   | 148 000   | 0,7 % | [ 20 ] |
| 19 | Les Insus-portables : la story de la tournée             | Les Insus                      | 9 septembre 2017                   | 291 000   | 1,2 % | [ 21 ] |
| 20 | La story d'Indochine : l'aventure continue...            | Indochine                      | 16 septembre 2017                  | 185 000   | 0,9 % | [ 22 ] |
| 21 | La story des morning radio                               | Matinales des radios musicales | 30 septembre 2017                  | 132 000   | 0,6 % | [ 23 ] |
| 22 | La story des années 80                                   | Années 1980                    | 25 novembre 2017                   | 282 000   | 1,3 % | [ 24 ] |
| 23 | La story de U2                                           | U2                             | 9 décembre 2017                    | 233 000   | 1,1 % | [ 25 ] |
| 24 | La story d'Eminem                                        | Eminem                         | 23 décembre 2017                   | 132 000   | 0,6 % | [ 26 ] |
| 25 | La story des fils et filles de                           |                                | 13 janvier 2018                    | 282 000   | 1,3 % | [ 27 ] |
| 26 | La story d'Elton John : ses vingt plus belles chansons   | Elton John                     | 30 avril 2018                      | 224 000   | 0,9 % | [ 28 ] |
| 27 | La story d'AC/DC autoroute pour l'enfer                  | AC/DC                          | 18 juin 2018                       | 310 000   | 1,4 % | [ 29 ] |
| 28 | La story du Hellfest                                     | Hellfest                       | 18 juin 2018 (2e partie de soirée) | 213 000   | 2,3 % | [ 30 ] |
| 29 | La story des années 90                                   | années 1990                    | 17 septembre 2018                  | 139 000   | 0,6 % | [ 31 ] |
| 30 | La story des années 2000                                 | Années 2000                    | 24 septembre 2018                  | 95 000    | 0,4 % | [ 32 ] |
| 31 | La story de Patrick Bruel : le film de sa vie            | Patrick Bruel                  | 11 décembre 2018                   | 303 000   | 1.3 % | [ 33 ] |
| 32 | La story de Francis Cabrel                               | Francis Cabrel                 | 8 avril 2019                       | 449 000   | 1.9 % | [ 34 ] |
| 33 | La story de Michael Jackson - 10 ans après               | Michael Jackson                | 10 juin 2019                       | 238 000   | 1.1 % | [ 35 ] |
| 34 | La story de Jenifer                                      | Jenifer                        | 2 janvier 2020                     | 133 000   | 0.6 % | [ 36 ] |
| 34 | La story d'Angèle                                        | Angèle                         | 22 décembre 2020                   | 105 000   | 0.4 % | [ 37 ] |
| 35 | La story d'Elvis Presley                                 | Elvis Presley                  | 1er février 2021                   | 213 000   | 0.9 % | [ 38 ] |
| 36 | La story de Serge Gainsbourg : le punchliner             | Serge Gainsbourg               | 1er mars 2021                      | 132 000   | 0.6 % | [ 39 ] |

Légende :
- Les plus hauts chiffres d'audience
- Les plus bas chiffres d'audience